# Lamentação de Cristo (van der Weyden)
Lamentação de Cristo é uma pintura a  óleo sobre carvalho datada de c. 1460–1463 do pintor pintor flamengo Rogier van der Weyden. Encontra-se na Galleria degli Uffizi, Florença, Itália. A pintura mostra a Lamentação de Cristo.
Também conhecida como Sepultamento, a Lamentação de Cristo é tida como uma das obras-primas do pintor nórdico. Não se sabe ao certo se a obra compõe um painel de retábulo ou a parte de um tríptico. E, por um tempo, chegou ainda a ser atribuída aos pintores Albrecht Dürer e a Hans Memling. 
Van der Weyden veio a tornar sua obra facilmente reconhecível pelo aperfeiçoamento da perspectiva de suas paisagens e espaços interiores. A partir da criação de figuras delgadas e elegantes, o artista preocupava-se com os detalhes sem deixar de lado a composição em sua totalidade. 

## A obra
A representação do Sepultamento de van der Weyden é de uma cena ocorrida momentos antes do sepultamento de Cristo. Ele aparece diante de seu túmulo, escavado numa rocha, momento em que seu corpo ainda está sendo conduzido até o sepulcro. 
As figuras da obra mostram-se de forma leve e delgada. Envolto num lençol branco está Jesus Cristo, com grande parte de seu corpo com chagas à vista, e delas escorrendo sangue. A virgem Maria está a segurar o braço direito de seu Filho ao tempo em que João Evangelista sustenta o braço esquerdo. Ajoelhada rente à laje de pedra, onde será lacrado o túmulo, está Maria Madalena. A santa aparece com os braços abertos simbolizando um lamento enquanto a posição e os membros de Cristo remontam à sua morte na Cruz.
Para van der Weyden não importava a narração da história, tal qual faziam os pintores da Renascença italiana, e sim, o momento vivido. No quadro, sua atenção, e consequentemente a do espectador, está toda voltada para o corpo castigado de Jesus, pronto para ser adorado. Há também uma luz suave envolta do acontecimento central onde, ao fundo, se ergue uma cidade - sendo esta uma referência a Jerusalém. 
As duas mulheres santas que, decorrido os três dias, encontrarão o sepulcro vazio após a ressurreição de Cristo também são anunciadas, mais ao longe, enquanto caminham próximas à cidade e em direção ao grupo.